# Mindel
Pour les articles homonymes, voir Mindel (homonymie).
La Mindel est une rivière située en Bavière, en Allemagne, et est un affluent du Danube. La Mindel donne son nom à la glaciation de Mindel, deuxième glaciation du Quaternaire dans les Alpes qui s'est étendue entre −650 000 à −350 000 ans environ.

## Géographie
Elle possède une longueur totale de 77 km.